# Erwin

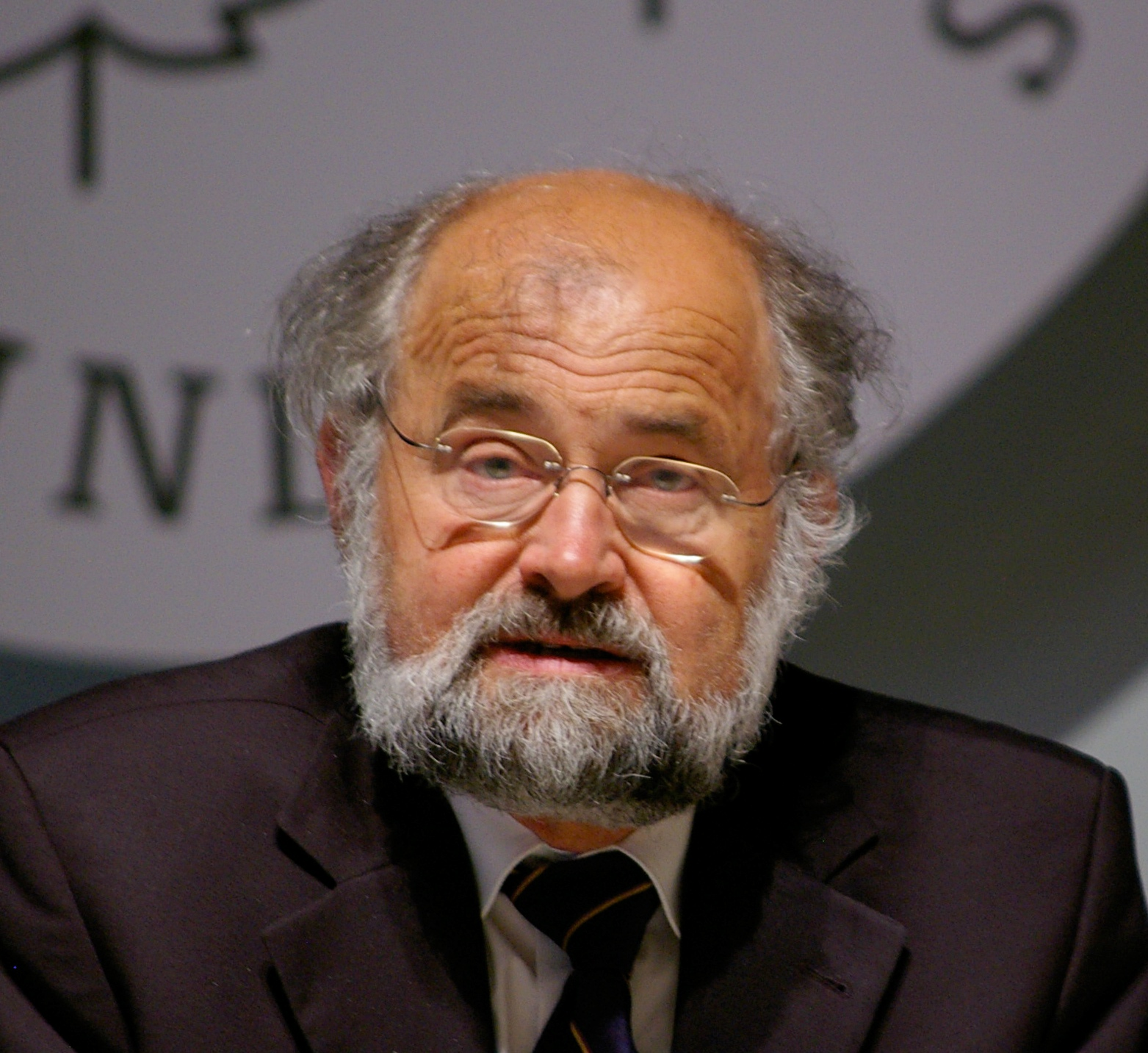
Erwin Neher, 2007.

Erwin, tyskt mansnamn.

## Personer med namnet Erwin
- Erwin Bischofberger, en schweizisk-svensk katolsk jesuitpräst, författare och professor
- Erwin Engelbrecht, militär.
- Erwin Freundlich, fysiker.
- Erwin Jaenecke, militär.
- Erwin Koeman, fotbollsspelare.
- Erwin Neher, biolog.
- Erwin Rommel, militär.
- Erwin Schrödinger, fysiker.
- Erwin Schulz, SS-officer.
- Erwin Steinhauer, skådespelare.
- Erwin Planck, motståndskämpe.
- Erwin Panofsky, konstvetare.
- Erwin von Witzleben, militär.
- Erwin Neutzsky-Wulff, dansk författare.